# Châtenois (Baixo Reno)
'Châtenois,' em alemão Kestenholz, é uma comuna francesa na região administrativa de Grande Leste, no departamento do Baixo Reno.